# Église Saint-Valérien de Châteaudun
Pour les articles homonymes, voir Église Saint-Valérien.
L'église Saint-Valérien est une église catholique située à Châteaudun, dans le département français d'Eure-et-Loir en région Centre-Val de Loire.

## Historique
Les différentes périodes de construction datent des XIIe, XIIIe et XVIe siècles.
Ce monument fait l’objet d’un classement au titre des monuments historiques depuis le 13 avril 1907.

## Description

Extérieur de l'église Saint-Valérien
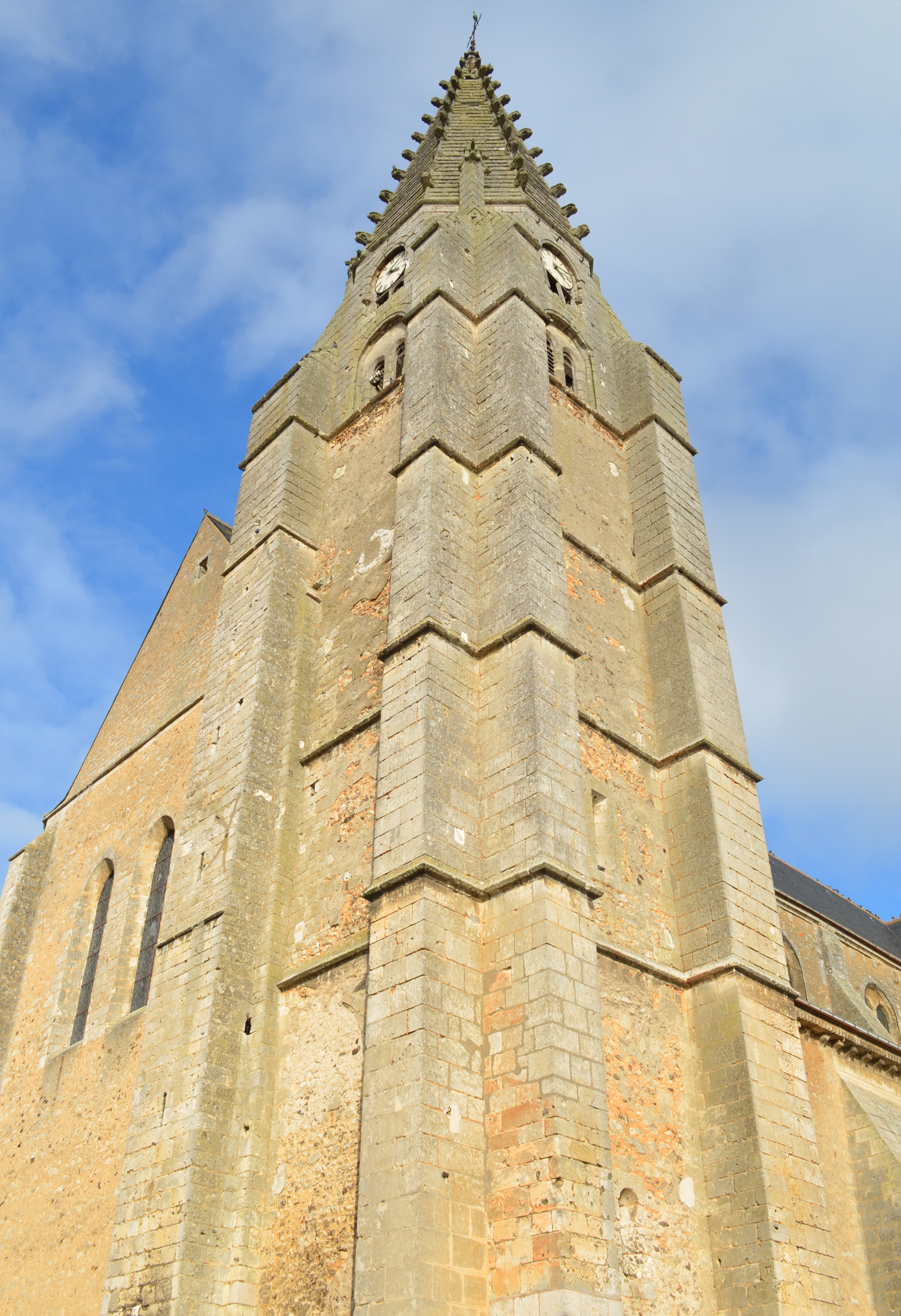
Clocher.
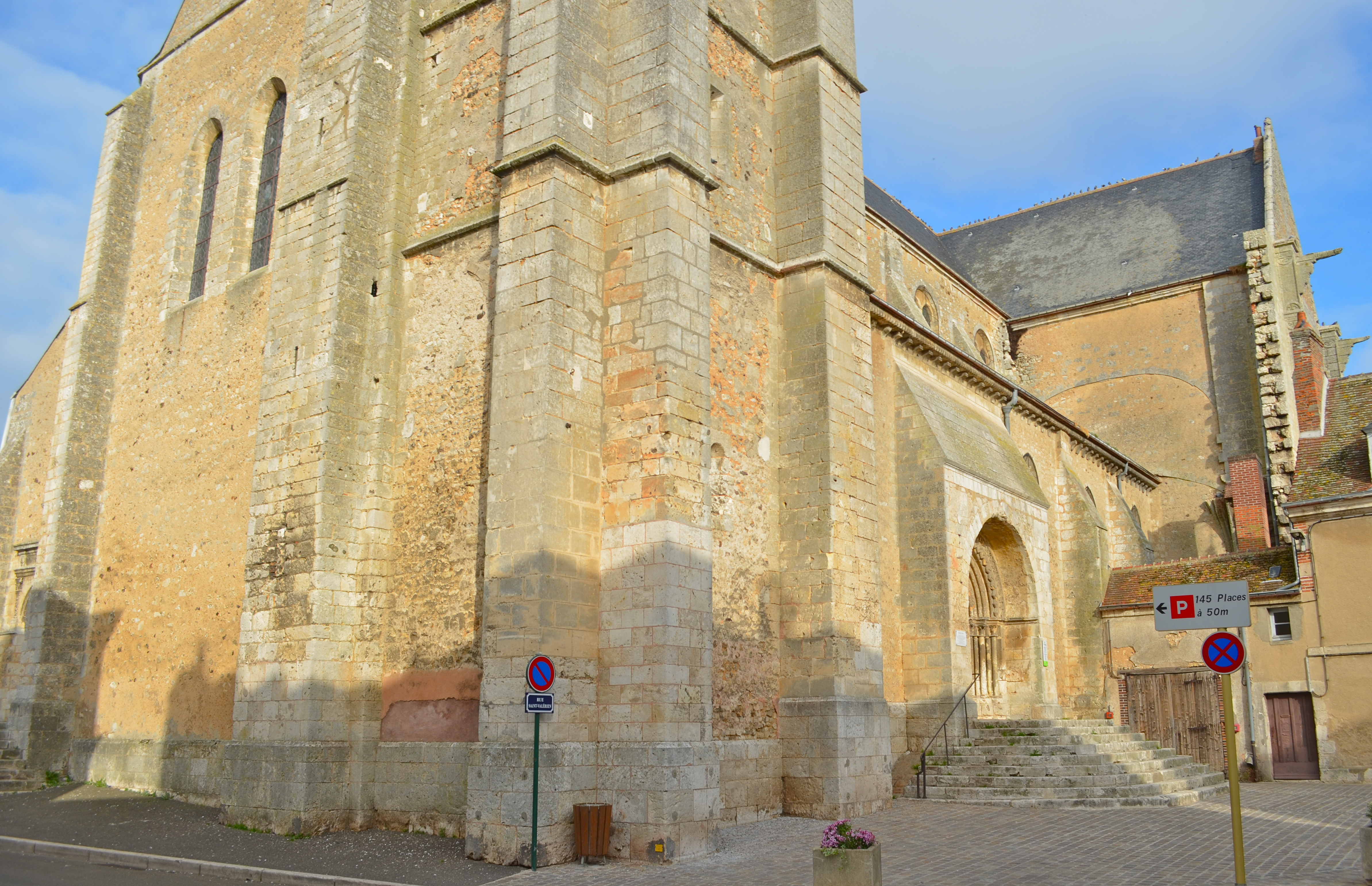
Façade sud.
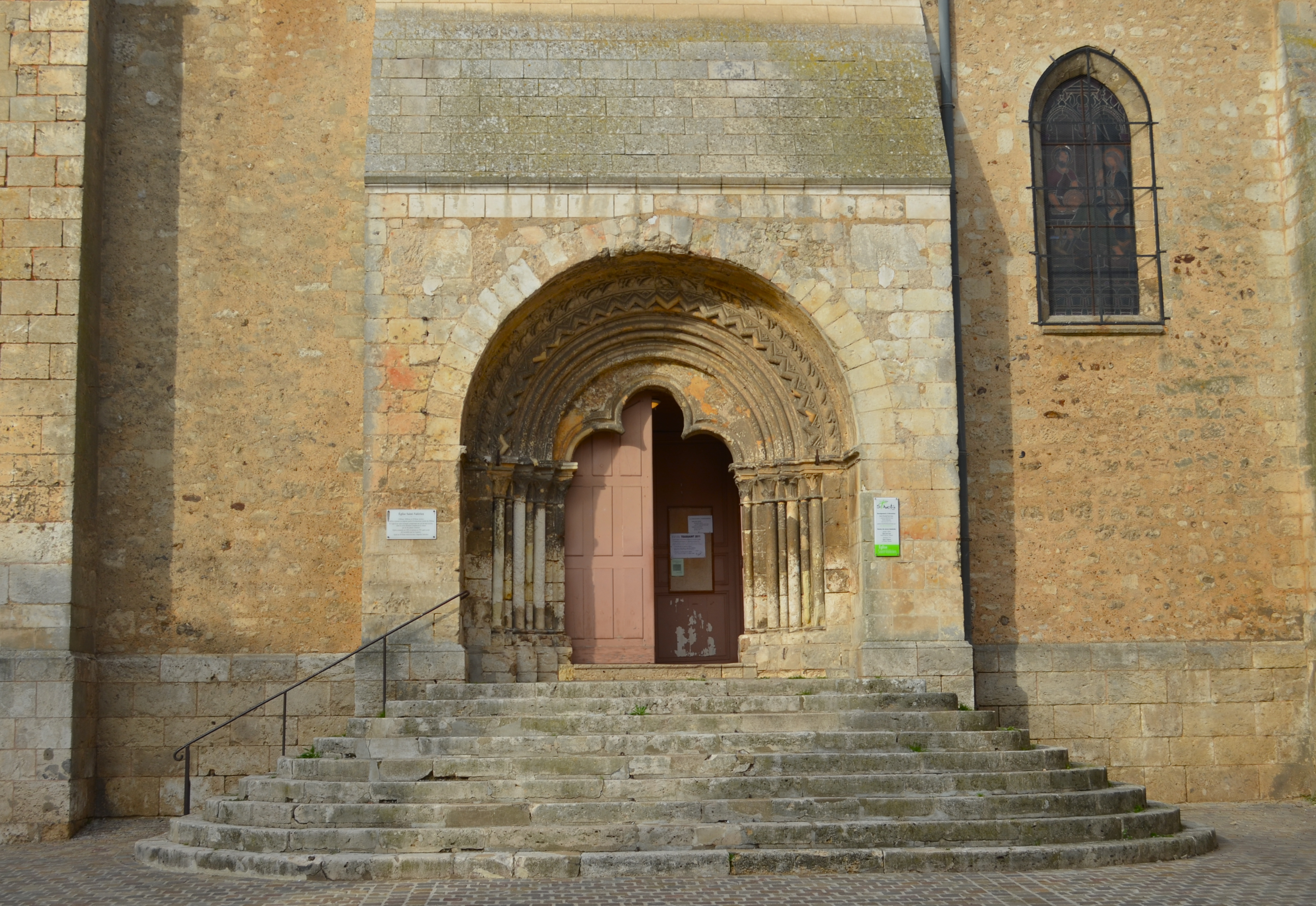
Portail sud.

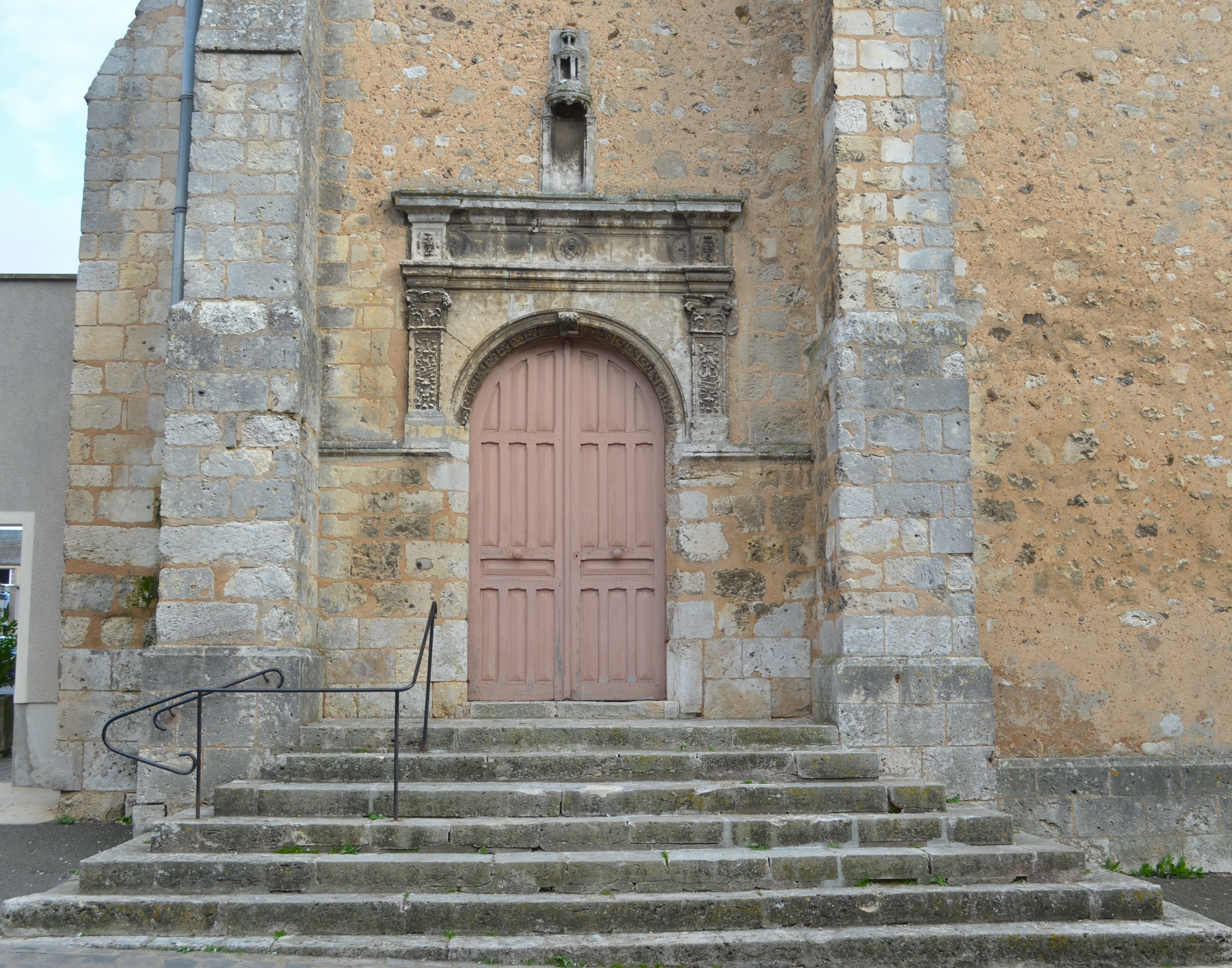
Portail.
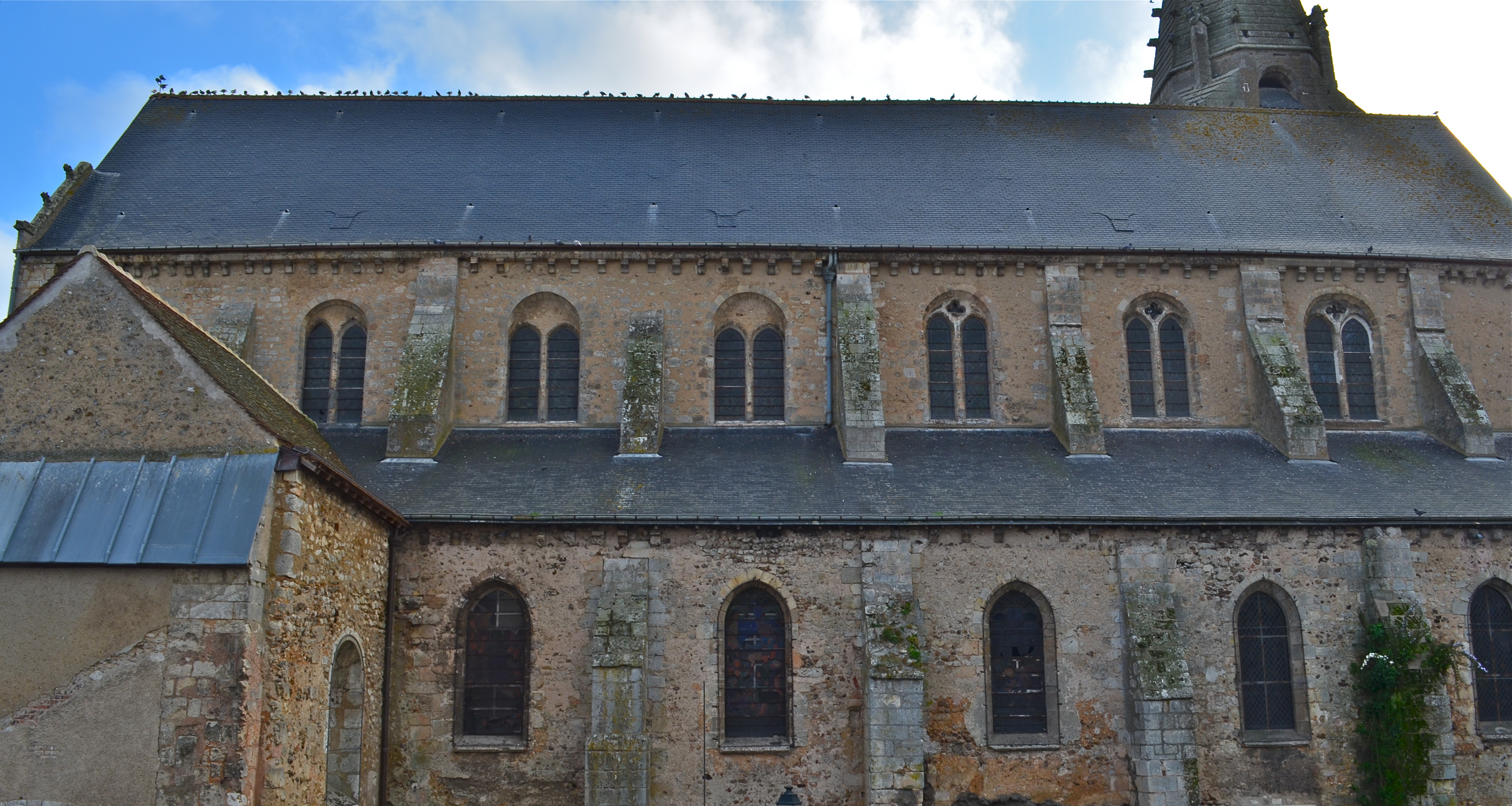
Façade nord.

## Œuvres d'art

### Tableaux
- Attribué à Quentin Varin (vers 1575-1626), Descente de Croix, huile sur toile - environ 400 cm de haut[2],  Classé MH (2014) [3].
- Provenant de l’ancienne abbaye Saint-Avit-les-Guêpières de Saint-Denis-les-Ponts :
  - Sainte Catherine (XVIIe siècle), huile sur toile, 203 × 124 cm,  Inscrit MH (2019)[4] ;
  - Saint Jean Baptiste (XVIIe siècle), huile sur toile, 200 × 128 cm,  Inscrit MH (2019)[5].

### Vitraux
Trois baies du chevet de la première moitié du XVIe siècle (numéros 0, 1 et 2) sont classées monument historique au titre objet.
Endommagées par la guerre franco-allemande de 1870, elles ont été restaurées en 1904 par les ateliers Lorin de Chartres. 

Vitraux de l'église Saint-Valérien
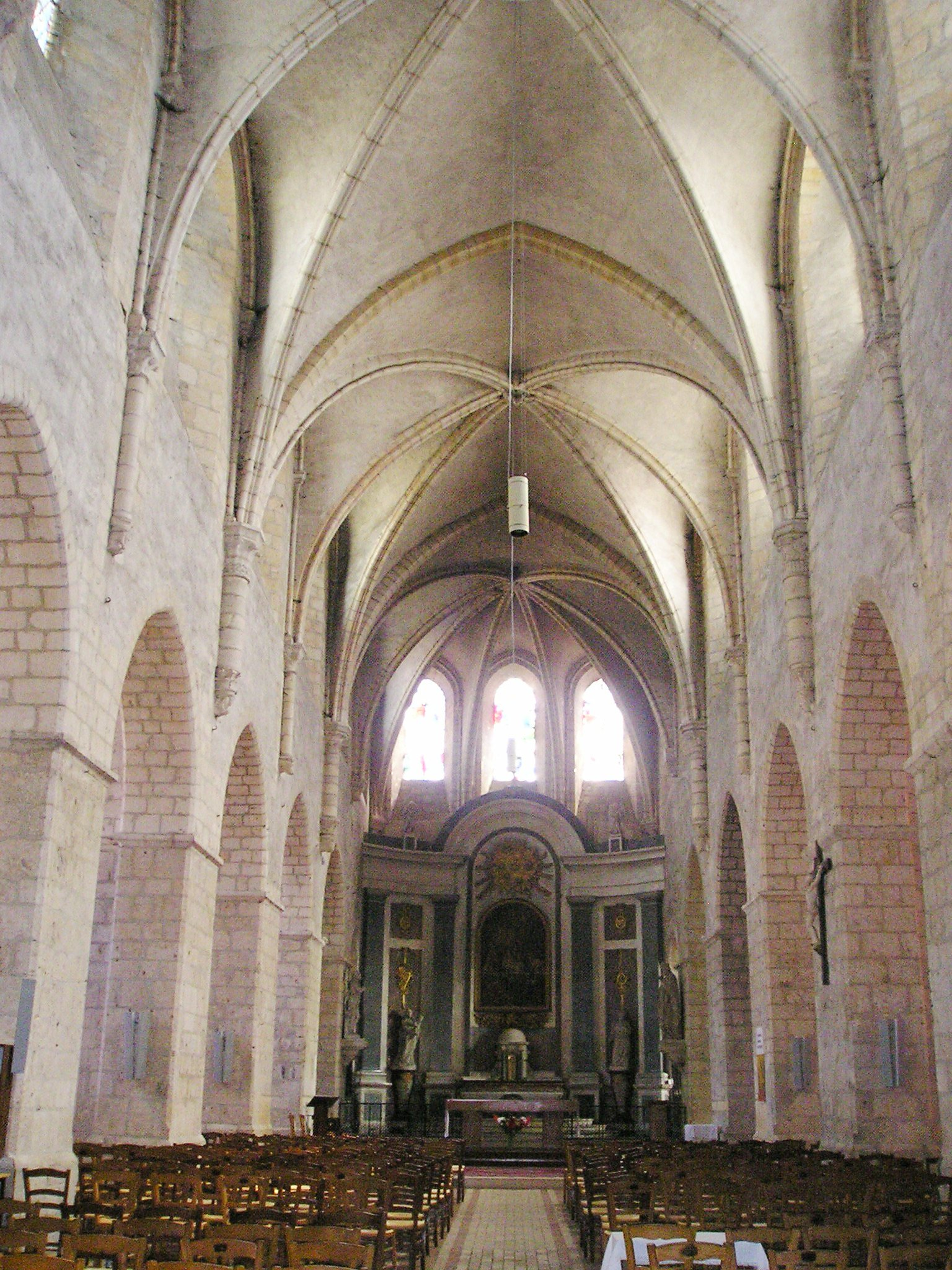
Intérieur de l'église Saint-Valérien.
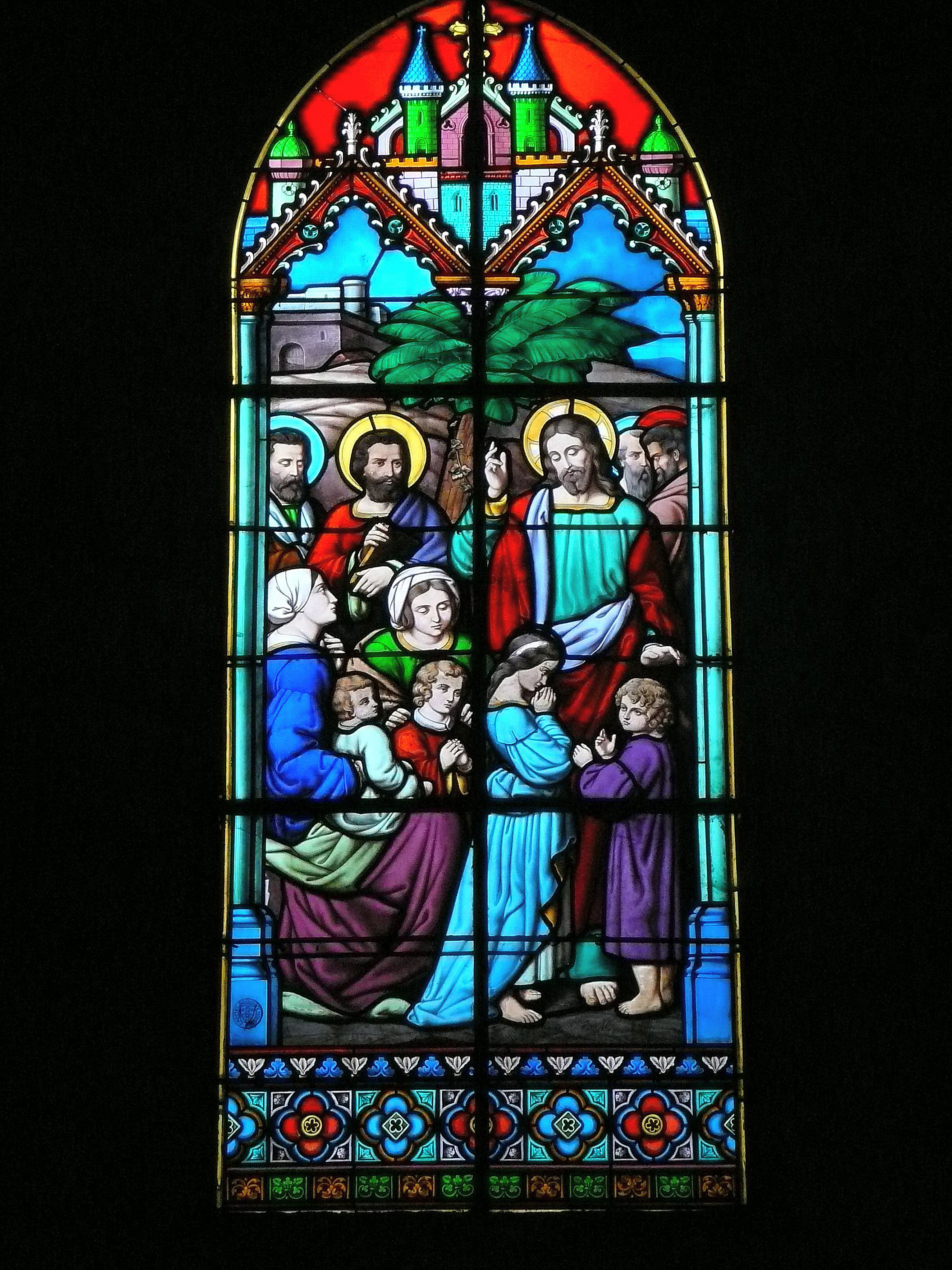
Vitrail de la nef.
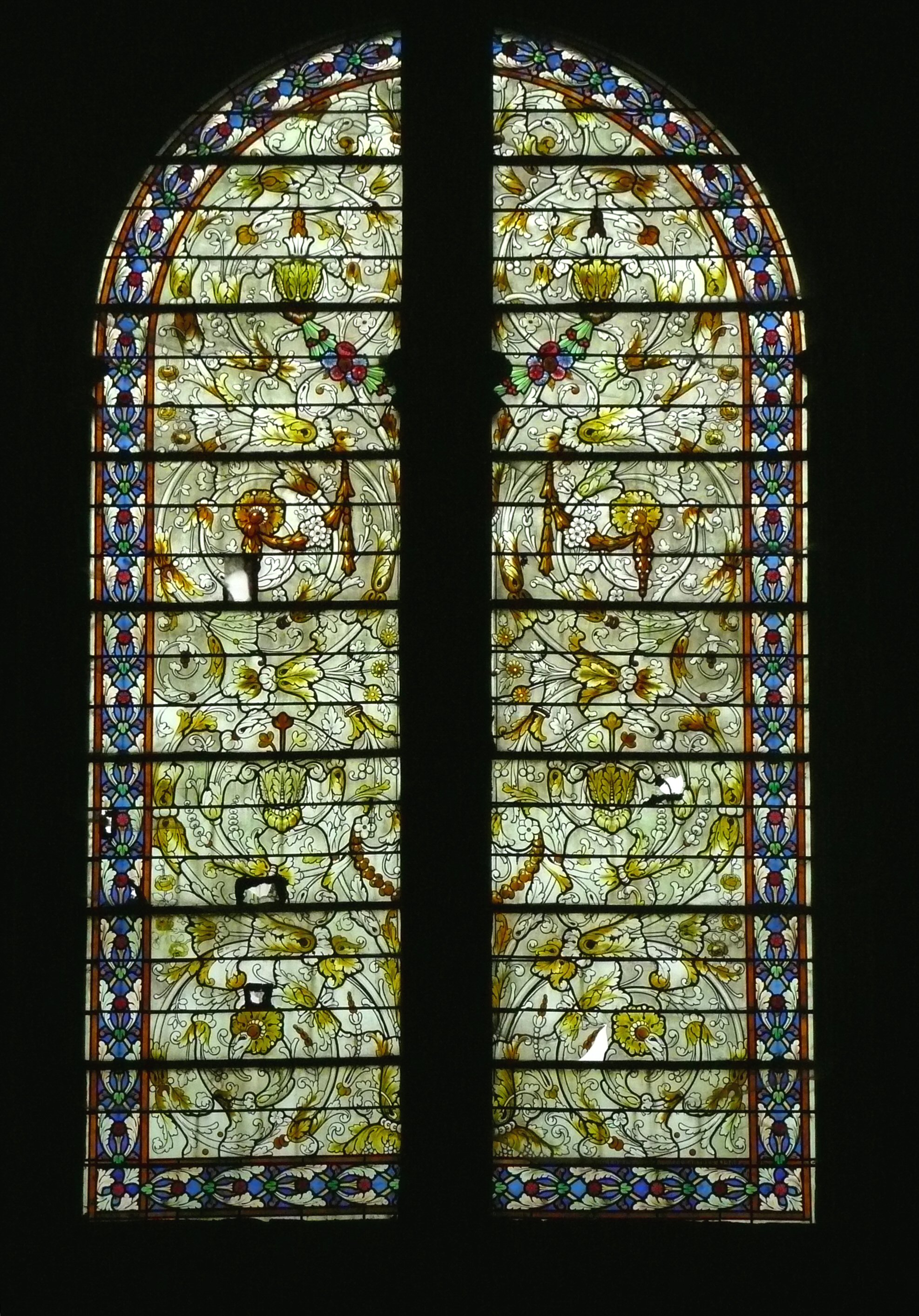
Vitrail du transept droit.
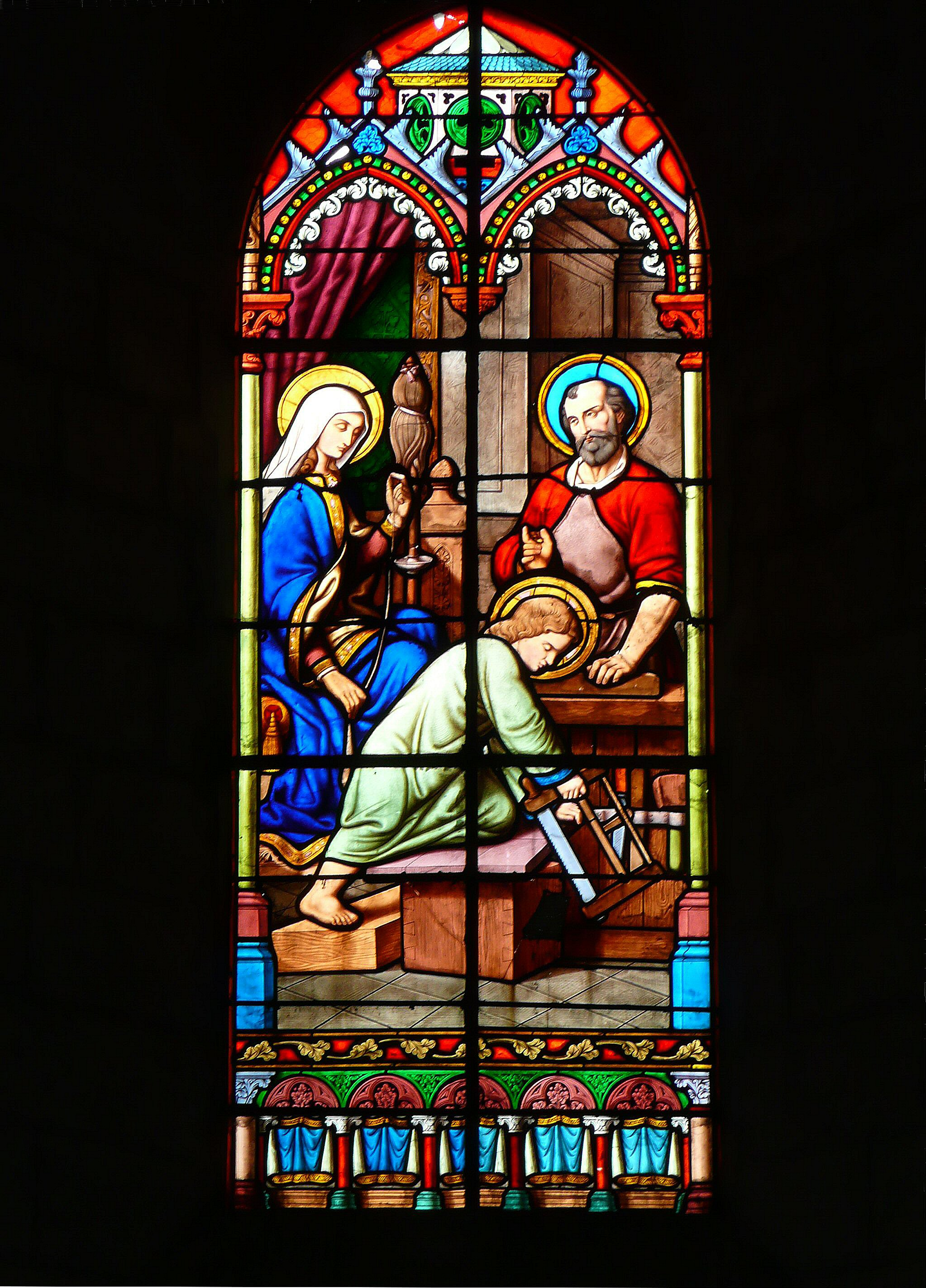
Vitrail de la nef.

### Statuaire
Sont notamment représentés saint Antoine le Grand (ou d’Égypte) et saint Martin de Tours.

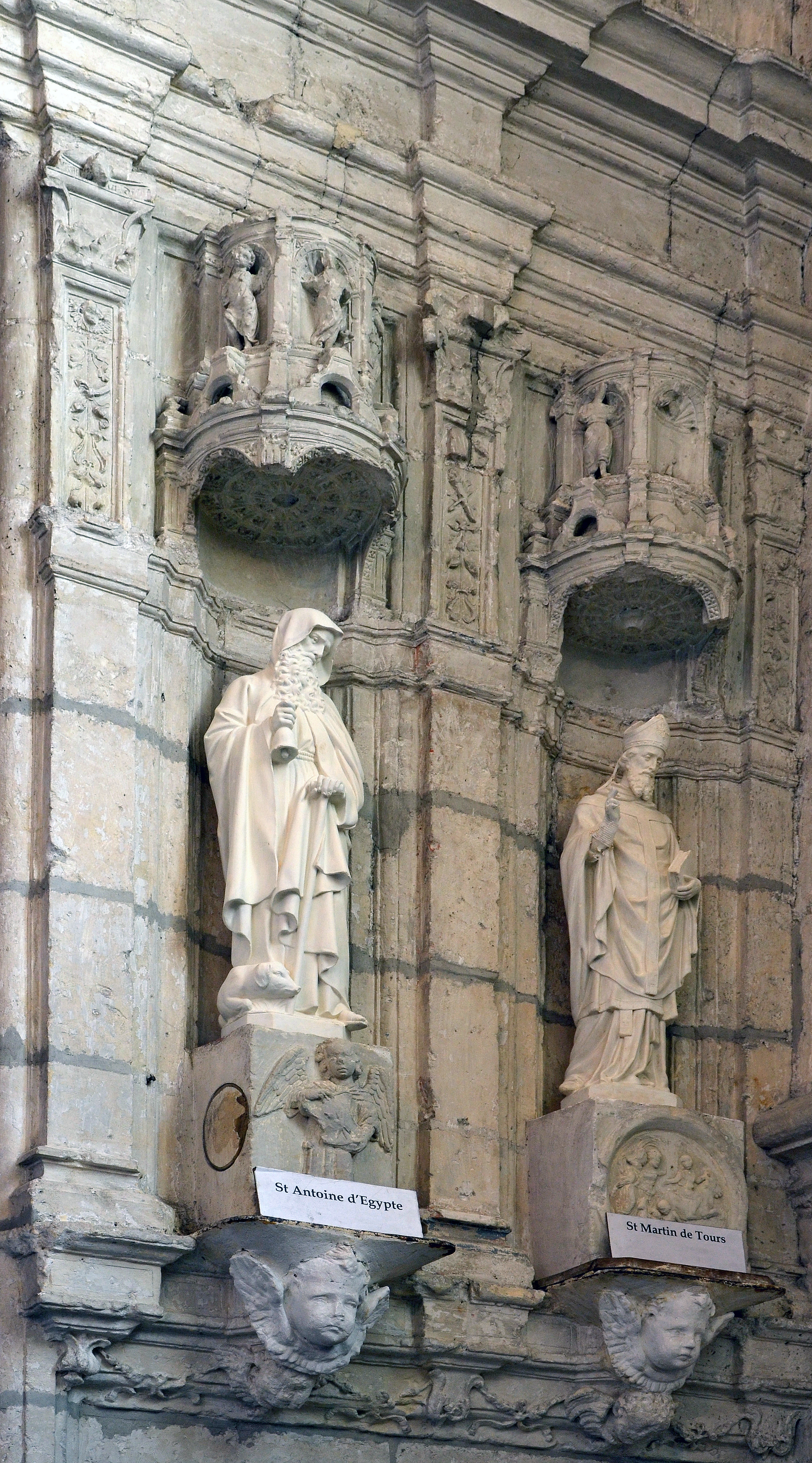
Statues de Saint Antoine d’Égypte et de Martin de Tours.

## Paroisse et doyenné
L'église Saint-Valérien de Châteaudun fait partie de la paroisse Saint Aventin en Dunois, rattachée au doyenné du Dunois.